# Barrage de Samarra
Le barrage de Samarra est un barrage irakien, sur le fleuve Tigre au nord de Bagdad. Le barrage en lui-même a été terminé en 1956, alors que le complexe hydroélectrique lié l'a été en 1972.
Il sert également pour la production d’hydroélectricité, et a comme but principal de contrôler les inondations, le barrage peut détourner 7 000 m3/s.

## Sources
- (fr) www.ac-rouen.fr/pedagogie/equipes/trinome/geopolitiqueeau.htm